# Mary Gibbs
Mary Jessica Gibbs (Pasadena, 5 ottobre 1996) è una doppiatrice statunitense.

## Biografia
Mary Gibbs nasce nel 1996 a Pasadena, figlia unica del direttore e produttore cinematografico Rob Gibbs.
Ha fatto il suo primo doppiaggio a 1 anno e mezzo in cui doppia Baby Kiara in Il re leone II - Il regno di Simba, ma il suo doppiaggio di maggior rilievo è quello de Monsters & Co. in cui dà la voce a Boo, a 4 anni e mezzo.
Nel 2004, fa il suo doppiaggio in Mulan II.

## Filmografia
- Il re leone II - Il regno di Simba (1998)
- Monsters & Co. (2001)
- Mulan II (2004)